# Хайнрих II (Цвайбрюкен)
Вижте пояснителната страница за други личности с името Хайнрих II.
Хайнрих II фон Цвайбрюкен (на немски: Heinrich II von Zweibrücken; „der Streitbare, bellicosus“; * ок. 1194; † сл. 8 септември 1282/1284) от род Валрамиди е вторият граф на Графство Цвайбрюкен от 1237 до 1281 г.

## Биография
Той е единственият син на първия граф на Цвайбрюкен Хайнрих I († 1228) и съпругата му Хедвиг от Лотарингия-Бич († сл. 1228), дъщеря на херцог Фридрих I от Лотарингия от Дом Шатеноа.
Хайнрих II води често битки. През 1259 и 1260 г. той строи замък Лихтенберг въпреки съпротивата на монасите от съседството. След смъртта на граф Еберхарт IV фон Еберщайн на 19 март 1263 г. съпругата му Агнес фон Еберщайн получава наследството като единствено живо дете. Управлението на Графство Еберщайн поема Симон I, най-възрастният син на Хайнрих. Малко преди смъртта на Хайнрих II двата му сина Еберхард I и Валрам I поемат заедно управлението.

## Фамилия
Хайнрих II се жени ок. 1238/1248 г. за Агнес фон Еберщайн (* ок. 1218; † сл. ноември 1284), дъщеря наследничка на граф Еберхарт IV фон Еберщайн († 19 март 1263) и Аделхайд фон Сайн († ок. 22 ноември 1263). Те имат десет деца:
- Симон I († 1282), граф на Цвайбрюкен-Еберщайн, ∞ за дъщеря на граф Готфрид III фон Калв, пфалцграф на Лотарингия († пр. 1262)
- Валрам I († 1308), последва баща си като граф на Цвайбрюкен, ∞ Агнес от Водемон († 1282)
- Еберхард I († пр. 1321), основател на Дом Цвайбрюкен-Бич, ∞ Агнес фон Саарбрюкен
- Фридрих († сл. 1302)
- Хайнрих († 17 март 1305), каноник в Трир, домпропст във Вормс
- Елизабет († между 3 март 1258 и 17 юни 1259), ∞ 1257 г. граф Герлах V фон Велденц († 1259/1260)
- Мехтилд († ок. 1275)
- Катарина († сл. 1275), ∞ Хуго I фон Финстинген († сл. 1304)
- Агнес († сл. 1283), ∞ Дитрих фон Хоенфелс († 1290)
- Кунигунда (* пр. 1248; † сл. 1306), абатиса в манастир Розентал